# راه‌آهن سنترال پاسیفیک
راه‌آهن سنترال پاسیفیک (انگلیسی: Central Pacific Railroad) یا به اختصار «سی‌.پی‌.آر.آر» یک شرکت ساخت‌و‌ساز راه‌آهن بود که در سال ۱۸۶۲ توسط کنگره ایالات متحده، مکلف به ساخت یک مسیر راه‌آهن به سمت شرق از ساکرامنتو، کالیفرنیا و تکمیل بیشتر بخش غربی اولین راه‌آهن بین‌قاره‌ای در آمریکای شمالی گردید. 